# Henry Cavill
Henry William Dalgliesh Cavill (Saint Helier, Jersey; 5 de mayo de 1983) es un actor británico. Inició su carrera profesional con la película Laguna (2001) y durante los años posteriores desarrolló papeles secundarios en varias producciones británicas como The Count of Monte Cristo (2002), Tristan & Isolde (2006) y Stardust (2007). Comenzó a ganar reconocimiento al interpretar a Charles Brandon, primer duque de Suffolk, en la serie de televisión The Tudors, desde 2007 hasta 2010.
Tras su salida de The Tudors, protagonizó su primer éxito en taquilla Immortals (2011), y posteriormente adquirió fama a nivel mundial interpretando a Superman en las películas El hombre de acero (2013), Batman v Superman: Dawn of Justice (2016), Justice League (2017) y Zack Snyder's Justice League (2021). También interpretó al antagonista en Mission: Impossible – Fallout (2018), que se convirtió en un éxito de crítica y taquilla. 
En 2019, protagonizó la serie The Witcher con el personaje de Geralt of Rivia, actuación que le valió elogios de la crítica. Asimismo, dio vida a Sherlock Holmes en la película Enola Holmes (2020) y en su secuela Enola Holmes 2 (2022).

## Biografía

### 1983-2000: primeros años
Henry William Dalgliesh Cavill nació en Saint Helier, en la isla de Jersey (Islas del Canal), dependencia de la corona británica. Es hijo de Colin Cavill, un corredor de bolsa y Marianne Dalgliesh, una secretaria de banco. Es el cuarto de cinco hermanos; tiene tres hermanos mayores llamados Piers, Nick y Simon, además de uno menor llamado Charlie. Durante su niñez estudió en la escuela privada St. Michael's Preparatory School ubicada en Jersey y luego fue inscrito en la escuela pública Stowe School, que es un internado ubicado en la ciudad de Buckingham. Durante sus años de educación escolar participó en numerosas obras de teatro en su escuela interpretando a personajes como Oberón y Hamlet. Ha declarado que si no se hubiese dedicado a la actuación, posiblemente se hubiera inscrito al ejército, ya que siempre le ha llamado la atención, o, si no, hubiese estudiado Egiptología.

### 2001-2010: inicios en la actuación yThe Tudors

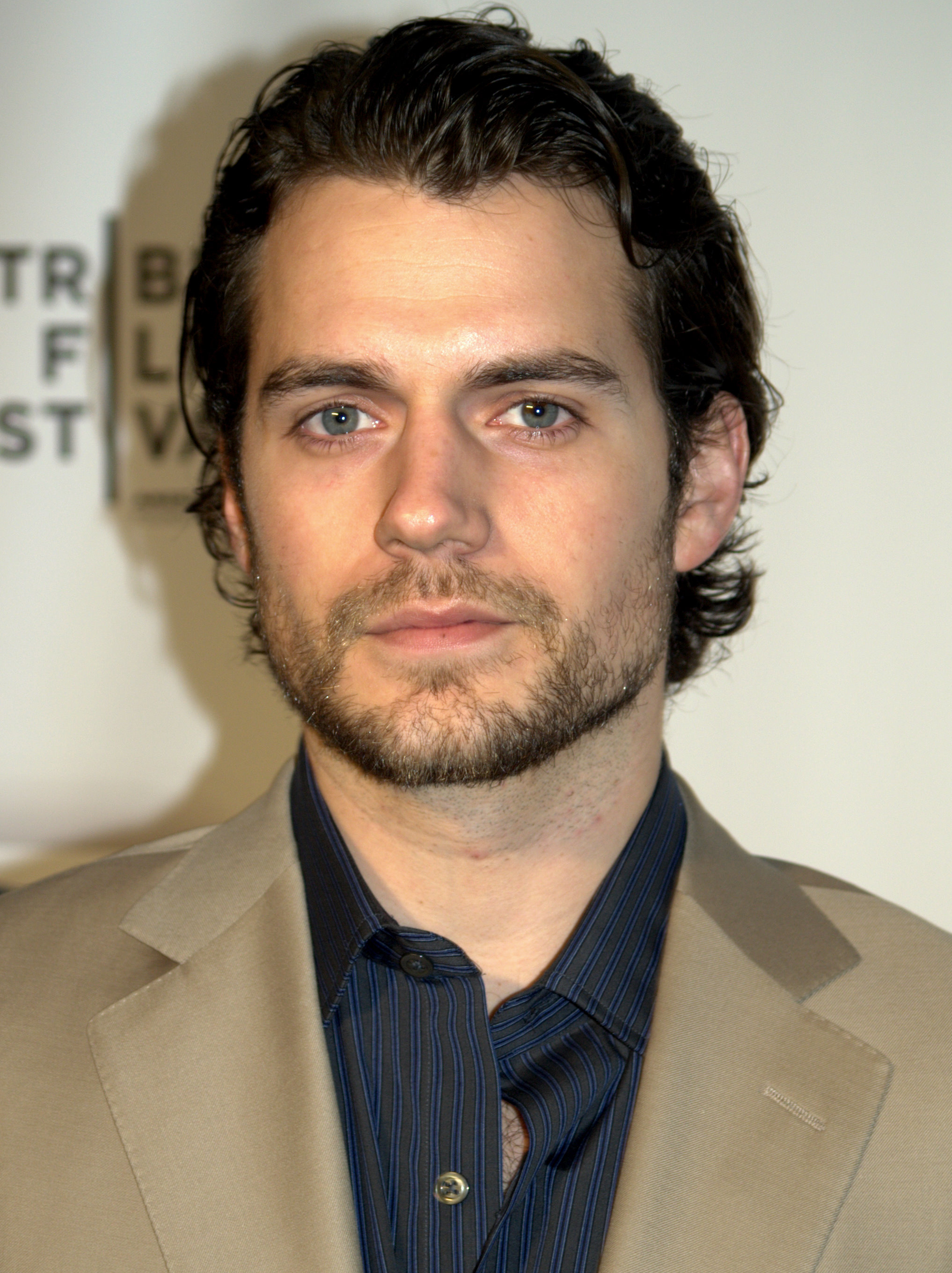
Cavill en el preestreno de la película Whatever Works en el Festival de cine de Tribeca en abril de 2009.

Tras culminar sus estudios de secundaria, Cavill debutó en el cine en la película independiente Laguna (2001), donde interpretó uno de los papeles protagónicos. Al año siguiente, actuó en The Count of Monte Cristo (2002), una adaptación de la novela de Alexandre Dumas. La película tuvo una buena acogida por parte de la crítica y recaudó 75 millones de dólares en taquilla. Posteriormente obtuvo papeles menores en las series The Inspector Lynley Mysteries (2002), Midsomer Murders (2003) y la película para la televisión Goodbye, Mr. Chips (2002). A esto le siguieron otras colaboraciones en películas como Hellraiser: Hellworld (2005), Red Riding Hood (2006) y Tristan & Isolda (2006), que no tuvieron una buena respuesta por parte de la crítica.
Más tarde, apareció en un papel secundario en Stardust (2007), película que recibió reseñas positivas y logró 137 millones en taquilla. En 2005, Cavill estuvo en la elección final para el papel de James Bond en Casino Royale (2006). Los productores y el director Martin Campbell estaban divididos entre él y Daniel Craig; Campbell apoyó a Cavill, pero los productores prefirieron a un Bond que no fuera tan joven, por lo que Craig finalmente consiguió el papel. Varios informes indicaron que Cavill fue candidato para interpretar a Batman en Batman Begins (2005), pero este confirmó que nunca audicionó ni se le ofreció el papel.
En 2007, se unió al elenco principal de la serie The Tudors, basada en el reinado de Enrique VIII, donde consiguió el papel de Charles Brandon, el primer Duque de Suffolk. Cavill participó en la serie durante sus primeras cuatro temporadas hasta 2010 y dicho papel lo hizo ganar reconocimiento fuera del Reino Unido. Inicialmente, Cavill interpretaría a Superman en la película del director McG de 2004, Superman: Flyby. Sin embargo, McG se retiró del proyecto y la dirección fue asumida por Bryan Singer, quien reconsideró a Brandon Routh como protagonista en Superman Returns (2006). Para la filmación de Harry Potter and the Goblet of Fire (2005), muchos fanes pidieron por escrito que Cavill interpretara a Cedric Diggory, sin embargo el papel fue adjudicado a Robert Pattinson. Más tarde, Stephenie Meyer, autora de la serie Crepúsculo, se mostró abiertamente a favor de que Cavill interpretara al personaje de Edward Cullen en la película Twilight (2008), pero cuando comenzó la producción de la película, Cavill era «demasiado viejo» para interpretar al personaje y nuevamente el papel le fue adjudicado a Pattinson. Luego apareció en las películas Blood Creek (2008) y Whatever Works (2009), ambas fracasos en crítica y taquilla.

### 2011-2019: éxitos en taquilla

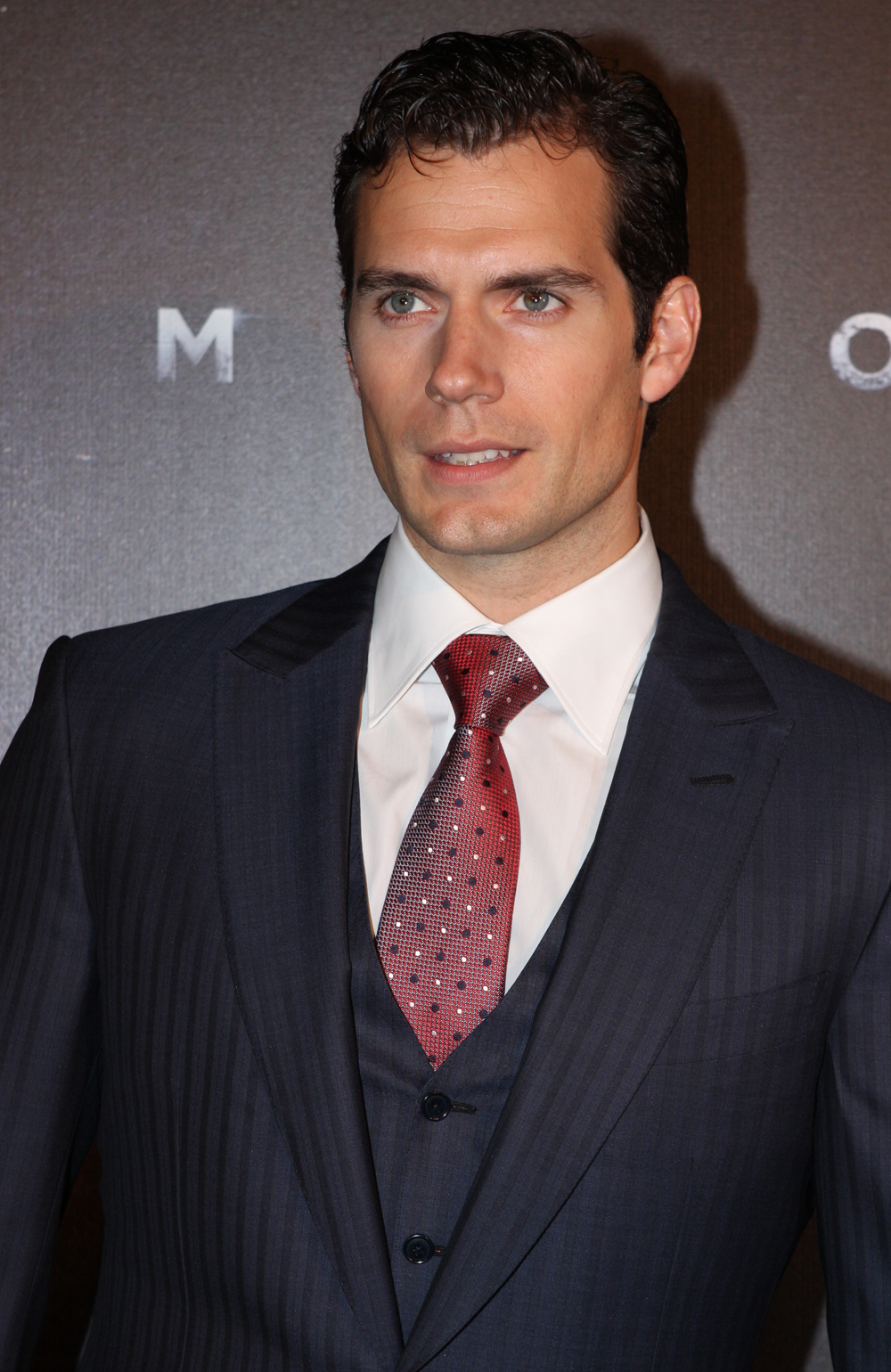
Cavill en el estreno de El hombre de acero (2013) en Sídney.

En 2011, Cavill protagonizó Immortals (2011) interpretando a Teseo. La película, aunque obtuvo malas críticas, se convirtió en su primer éxito en taquilla tras recaudar 227 millones. Asimismo, protagonizó junto a  Bruce Willis la película The Cold Light of Day (2012), la cual fue duramente criticada, siendo considerada la peor película en la que ha aparecido. El 30 de enero de 2011 se anunció que Cavill había sido elegido para el papel de Superman en El hombre de acero (2013) como parte del Universo extendido de DC. Aunque tuvo una respuesta mixta por parte de la crítica, se convirtió en la película más taquillera protagonizada por Superman hasta ese momento, con $668 millones a nivel mundial, siendo también la novena cinta más taquillera de 2013. Además, le otorgó el premio al Mejor Héroe en los MTV Movie Awards. Ese mismo año, también protagonizó The Man from U.N.C.L.E. (2013), que aunque bien recibida por la crítica, fue un fracaso en taquilla. Años más tarde, Cavill repitió el papel de Superman en Batman v Superman: Dawn of Justice (2016), que presentó un conflicto contra Batman, interpretado por Ben Affleck. La película fue duramente criticada, siendo considerada una de las peores de 2016; Cavill recibió una nominación como peor actor en los Golden Raspberry de 2016 y ganó como peor dúo en conjunto con Affleck. A pesar de esto, la película fue un éxito en taquilla, con una recaudación de 873 millones de dólares, siendo la séptima película más taquillera de ese año. Al año siguiente, repitió su papel como Superman en Justice League (2017), que también fue duramente criticada y, pese a haber recaudado 657,9 millones se la consideró un fracaso en taquilla por haberle generado pérdidas económicas al estudio.
En 2018, Cavill protagonizó junto a Tom Cruise la película Mission: Impossible - Fallout (2018), luego de que el director Christopher McQuarrie le ofreciera un papel en la cinta a través de Instagram. La película fue un éxito en crítica y taquilla tras recaudar 791 millones, que la hicieron la octava película más exitosa de 2018 y la más taquillera de la saga de Mission: Impossible. Ese mismo año también protagonizó junto a Alexandra Daddario, el thriller Nomis (2018). En 2019, comenzó a interpretar el papel protagónico de Geralt of Rivia en la serie de televisión The Witcher, producción de Netflix basada en la saga de Geralt de Rivia escrita por el autor polaco Andrzej Sapkowski. Para este papel, el actor tomó inspiración de la saga de videojuegos de The Witcher, que también es una adaptación de dicha saga de libros y de la que Cavill es un gran fanático, considerándola uno de sus videojuegos favoritos. La serie tuvo una buena respuesta por parte de la crítica, quienes alabaron especialmente la actuación de Cavill. Asimismo, la serie se convirtió en un gran éxito en la plataforma, tras haber sido vista por 76 millones de personas en su primer mes; en su lista anual, Netflix reportó que fue la segunda serie más vista de la plataforma en 2019, solo superada por Stranger Things.

### 2020-presente: proyectos futuros
Cavill continuó trabajando con Netflix e interpretó al detective Sherlock Holmes en la película Enola Holmes (2020), en la cual recibió buenos comentarios sobre su versión del personaje. Durante la DC FanDome celebrada en agosto de 2020, Zack Snyder anunció que Justice League (2017) sería reeditada y estrenada el 18 de marzo de 2021 a través de HBO Max como una película de cuatro horas titulada Zack Snyder's Justice League (2021). Si bien la mayoría del elenco grabó nuevas escenas para la cinta, Cavill no pudo participar en el rodaje a causa de su compromiso con la segunda temporada de The Witcher, por lo que para Superman se utilizaron las escenas que Snyder había grabado en 2017 antes de retirarse del proyecto y que no se incluyeron en la versión estrenada en cines. Tras su estreno, la película tuvo una respuesta positiva por parte de la crítica, que la consideró una «mejora significativa» sobre la versión de 2017, y alabó especialmente el desarrollo de los personajes.
Cavill interpretó nuevamente a Sherlock Holmes en Enola Holmes 2 (2022). También protagonizará un reinicio de la cinta Highlander (1986).
Después de la adquisición de los derechos globales de la franquicia Warhammer 40000 por parte de Amazon Studios en diciembre de 2022, Cavill se unió para protagonizar y producir proyectos relacionados con ella.

## Imagen pública y vida personal

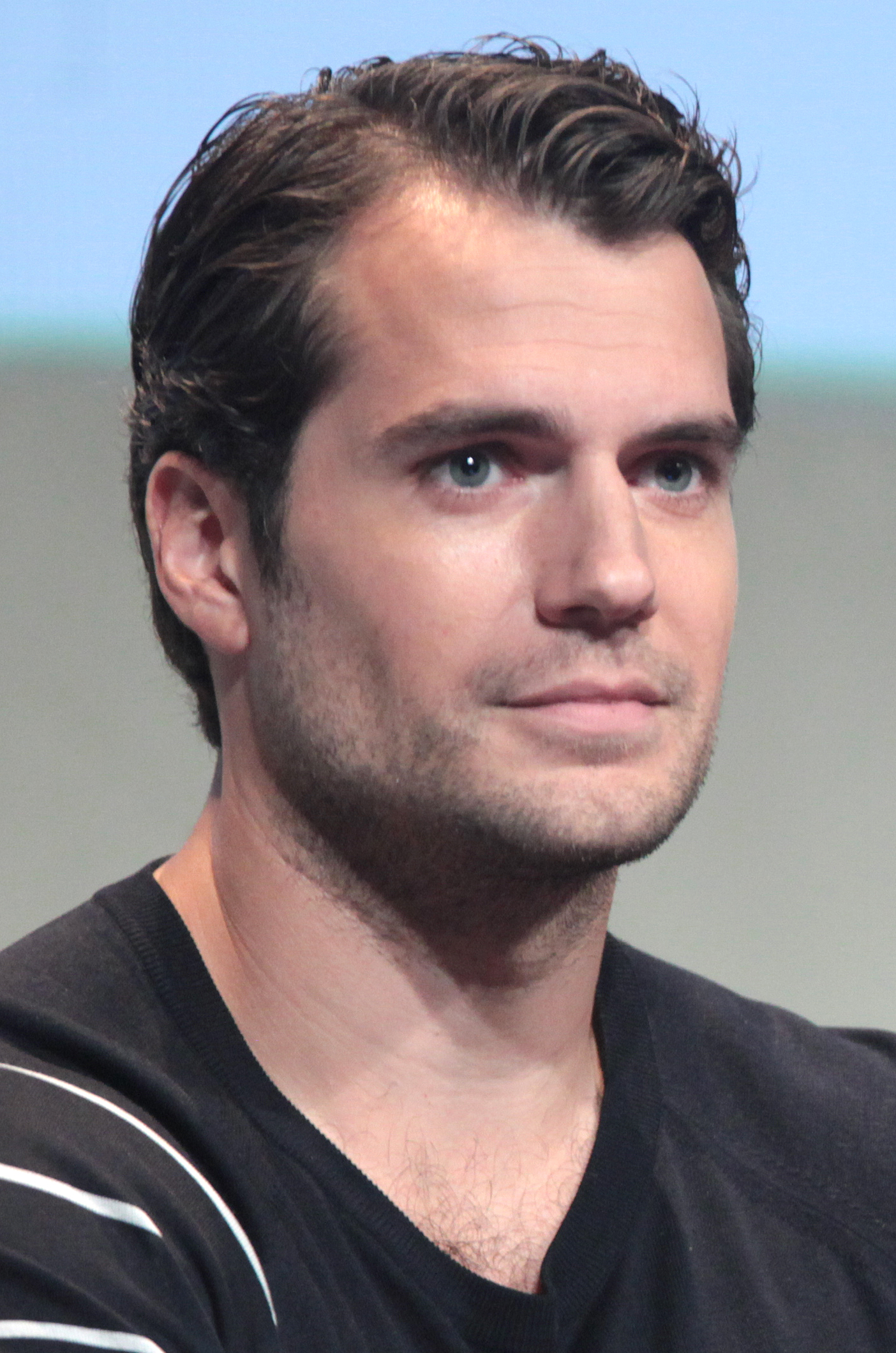
Cavill en la Comic-Con en julio de 2015.

Debido a su atractivo físico, Cavill es considerado un símbolo sexual y su sentido de la moda ha sido destacado por varios medios. A principios de 2008, fue la cara de la fragancia británica Black de Dunhill, bajo el eslogan de «la fragancia para hombres atractivos y elegantes». Protagonizó dos comerciales para televisión sobre dicho producto. La revista GQ lo consideró uno de los hombres mejores vestidos en una lista publicada en 2012. Varias revistas de moda suelen publicar consejos de cómo adoptar su estilo de moda. El actor fue votado como el hombre más atractivo del mundo en una encuesta realizada por la revista Glamour en todo el Reino Unido durante 2013. Ese mismo año, la revista Empire lo colocó en el tercer puesto en su lista de las 100 estrellas de cine más atractivas de 2013.
Según la revista Variety, Cavill fue el octavo actor mejor pagado de la televisión durante 2019, con un salario de 400 mil dólares por cada episodio de la primera temporada de The Witcher. Por otra parte, Cavill ha apoyado a numerosas fundaciones de caridad, especialmente aquellas que buscan conservar la fauna en el Reino Unido. En 2014, participó en el Ice Bucket Challenge donde recibió seis cubetas de agua helada usando su traje de Superman. También participó en una escalada al Peñón de Gibraltar para recaudar dinero en apoyo a los Royal Marines; aproximadamente 30 mil dólares se recogieron durante el evento. Junto con Paramount Pictures, promovió el Movember en 2018 e hizo una donación a varias fundaciones en apoyo a la salud del hombre.
Cavill reside en el distrito de South Kensington, en la ciudad de Londres (Reino Unido), donde vive solo con su mascota Kal, un perro de raza Akita Americano. Inició una relación con la jinete Ellen Whitaker a mediados de 2009 y ambos se comprometieron en mayo de 2011, pero se separaron en agosto de 2012. En septiembre conoció a Gina Carano e hicieron oficial su noviazgo al pasar juntos por la alfombra roja del Critics 'Choice Awards 2013. En junio se separó de Carano y comenzó rápidamente una relación con Kaley Cuoco que duró apenas diez días a causa del acoso de los paparazzi. En octubre regresó con Carano y adoptaron juntos a su perro Akita a principios de enero de 2014; sin embargo, la pareja volvió a separarse en diciembre. Luego de ello, mantuvo una relación con su novia de diecinueve años Tara King, con quien estuvo saliendo desde el 2015 hasta 2016. En 2017 tuvo un idilio con la doble de riesgo Lucy Cork, a quien conoció en el rodaje de Mission: Impossible - Fallout (2018), pero finalizó en febrero de 2018. En marzo de 2021, inició una relación con Natalie Viscuso, la vicepresidenta de Legendary Entertainment, productora de Man of Steel (2013) y Enola Holmes (2020), en el 2024, anunciaron que estaban esperando a su primer hijo y en enero del 2025, dieron la bienvenida a su primer hijo juntos y se comprometieron en matrimonio. Cavill se considera un hábil gamer y es amante de videojuegos como Total War, World of Warcraft, The Witcher y Warhammer 40 000.

## Filmografía
| Año  | Título                                | Personaje                      | Notas |
| ---- | ------------------------------------- | ------------------------------ | ----- |
| 2001 | Laguna                                | Thomas Aprea                   |       |
| 2002 | The Count of Monte Cristo             | Albert Mondego                 |       |
| 2003 | I Capture the Castle                  | Stephen Colley                 |       |
| 2005 | Hellraiser: Hellworld                 | Mike                           |       |
| 2006 | Tristan & Isolde                      | Melot                          |       |
| 2006 | Red Riding Hood                       | El cazador                     |       |
| 2007 | Stardust                              | Humphrey                       |       |
| 2009 | Whatever Works                        | Randy Lee James                |       |
| 2009 | Blood Creek                           | Evan Marshall                  |       |
| 2011 | Immortals                             | Teseo                          |       |
| 2012 | The Cold Light of Day                 | Will Shaw                      |       |
| 2013 | El hombre de acero                    | Clark Kent / Kal-El / Superman |       |
| 2015 | The Man from U.N.C.L.E.               | Napoleón Solo                  |       |
| 2016 | Batman v Superman: Dawn of Justice    | Clark Kent / Kal-El / Superman |       |
| 2017 | Justice League                        | Clark Kent / Kal-El / Superman |       |
| 2017 | Sand Castle                           | Capt. Syverson                 |       |
| 2018 | Mission: Impossible – Fallout         | August Walker / John Lark      |       |
| 2018 | Night Hunter                          | Teniente Walter Marshall       |       |
| 2020 | Enola Holmes                          | Sherlock Holmes                |       |
| 2021 | Zack Snyder's Justice League          | Clark Kent / Kal-El / Superman |       |
| 2022 | Black Adam                            | Clark Kent / Kal-El / Superman | Cameo |
| 2022 | Enola Holmes 2                        | Sherlock Holmes                |       |
| 2024 | Argylle                               | Agente Argylle                 |       |
| 2024 | The Ministry of Ungentlemanly Warfare | Gus March-Phillipps            |       |
| 2024 | Deadpool & Wolverine                  | Wolverine                      | Cameo |

| Año       | Título                         | Personaje       | Notas                               |
| --------- | ------------------------------ | --------------- | ----------------------------------- |
| 2002      | The Inspector Lynley Mysteries | Chas Quilter    | Episodio: «Well-Schooled in Murder» |
| 2002      | Goodbye, Mr. Chips             | Soldier Colley  | Película de televisión              |
| 2003      | Midsomer Murders               | Simon Mayfield  | Episodio: «The Green Man»           |
| 2007–2010 | The Tudors                     | Charles Brandon | Reparto principal; temporadas 1-4   |
| 2019–2023 | The Witcher                    | Geralt of Rivia | Papel principal                     |

## Premios y nominaciones
| Año  | Premiación                      | Categoría                                            | Nominado por                       | Resultado | Ref.    |
| ---- | ------------------------------- | ---------------------------------------------------- | ---------------------------------- | --------- | ------- |
| 2012 | NewNowNext Award                | Actor más sexy                                       | The Tudors                         | Nominado  | [ 93 ]  |
| 2013 | NewNowNext Award                | Actor más sexy                                       | El hombre de acero                 | Nominado  | [ 94 ]  |
| 2013 | Teen Choice Awards              | Estrella de película del verano: Hombre              | El hombre de acero                 | Nominado  | [ 95 ]  |
| 2013 | Teen Choice Awards              | Mejor beso (con Amy Adams)                           | El hombre de acero                 | Nominado  | [ 95 ]  |
| 2014 | Critics' Choice Movie Awards    | Mejor actor de acción                                | El hombre de acero                 | Nominado  | [ 96 ]  |
| 2014 | MTV Movie Awards                | Mejor héroe                                          | El hombre de acero                 | Ganador   | [ 37 ]  |
| 2016 | Teen Choice Awards              | Mejor actor de película de ciencia ficción/fantasía  | Batman v Superman: Dawn of Justice | Nominado  | [ 97 ]  |
| 2016 | Teen Choice Awards              | Mejor beso (con Amy Adams)                           | Batman v Superman: Dawn of Justice | Nominado  | [ 97 ]  |
| 2017 | Nickelodeon Kids' Choice Awards | Actor favorito de película                           | Batman v Superman: Dawn of Justice | Nominado  | [ 98 ]  |
| 2017 | Nickelodeon Kids' Choice Awards | Rompe traseros favorito                              | Batman v Superman: Dawn of Justice | Nominado  | [ 98 ]  |
| 2017 | Nickelodeon Kids' Choice Awards | Amienemigos favoritos (con Ben Affleck)              | Batman v Superman: Dawn of Justice | Nominado  | [ 98 ]  |
| 2017 | Premios Golden Raspberry        | Peor actor                                           | Batman v Superman: Dawn of Justice | Nominado  | [ 44 ]  |
| 2017 | Premios Golden Raspberry        | Peor pareja en pantalla (con Ben Affleck)            | Batman v Superman: Dawn of Justice | Ganador   | [ 44 ]  |
| 2018 | Teen Choice Awards              | Actor de acción                                      | Justice League                     | Nominado  | [ 99 ]  |
| 2021 | Saturn Awards                   | Mejor actor en televisión                            | The Witcher                        | Nominado  | [ 100 ] |
| 2022 | Critics' Choice Super Awards    | Mejor actor en una serie de ciencia ficción/fantasía | The Witcher                        | Ganador   | [ 101 ] |